# Realka, Ljubljana
Realka (v začetku Cesarsko-kraljeva višja realka / Kaiserlich-königliche Staats-Oberrealschule), danes Elektrotehniško-računalniška strokovna šola in gimnazija Ljubljana ali enostavno Vegova je šola v Ljubljani, ki stoji ob Vegovi ulici 4, v neposredni bližini Kongresnega trga.

## Zgodovina šole
Kot nižja realka je bila z ministrskim odlokom št. 5365 v Ljubljani ustanovljena 12. julija 1852 in je delovala na področju tehniške usmeritve. Najprej kot nižja (3 razredi), kasneje (5. oktobra 1863) je bilo z odlokom določeno, da se začne razširjati v šestrazredno višjo tehnično srednjo šolo in s šolskim letom 1871/72 je bil začetek moderne sedem razredne realke. Sprva je imela prostore licealnem poslopju in kasneje v Mahrovi hiši, dokler ni kranjska hranilnica leta 1874 dozidala sedanjega poslopja. Kot K. k. Staats-Oberrealschule je delovala do vključno šolskega leta 1915/16 o čemer pričajo vsakoletna Jahresbericht der k. k. Staats-Oberrealschule (primer na ). Kot I. državna gimnazija z realnogimnazijskimi oddelki v Ljubljani, je delovala od leta 1929/30 do druge svetovne vojne, o dejavnosti pa pišejo v letnih Izvestjih, ki jih je izdajalo ravnateljstvo (primer ).
Realka na Vegovi se je v letu 1947/48 preimenovala v 1. gimnazijo, leta 1959 se je združila s 3. Gimnazijo Ljubljana Bežigrad in se iz stavbe na Vegovi izselila. V letih 1959/60 je prišlo v Ljubljani do reorganizacije tehniških šol, od tedaj v stavbi deluje Tehniška šola za elektrotehniško stroko. V svojem 50-letnem delovanju je šola doživela številne programske, vsebinske, organizacijske, prostorske in kadrovske spremembe, kar se odraža tudi v preimenovanjih:
- 1981/82: Srednja elektrotehniška šola Ljubljana (začetek usmerjenega izobraževanja, pridružitev poklicnih programov);
- 1991/92: Srednja šola za elektrotehniko in računalništvo Ljubljana (konec usmerjenega izobraževanja, ločitev tehniškega in poklicnega izobraževanja, novi programi računalniški tehnik, nadaljevanje programov elektrotehnik elektronik in elektrotehnik energetik);
- 1999/2000: Srednja šola za elektrotehniko in računalništvo Ljubljana – Srednja strokovna šola in Strokovna gimnazija (zavod z dvema organizacijskima enotama);
- 2008/09: Elektrotehniško-računalniška strokovna šola in gimnazija Ljubljana (zopet enovita šola; iztekajoči programi elektrotehnik elektronik, elektrotehnik energetik in elektrotehnik računalništva; začetek prenovljenih programov elektrotehnik in tehnik računalništva, začetek prenove gimnazijskega programa);
- 2009/10: Elektrotehniško-računalniška strokovna šola in gimnazija dobi uradno potrditev za uporabo skrajšanega poimenovanja VEGOVA Ljubljana.[3]

Na realki so poučevali mnogi znani Slovenci: Fran Levec, Juš in Ferdo Kozak, France Vodnik, Anton Foerster, Gojmir Anton Kos, Josip Mazi, Lavo Čermelj in drugi.
Znani dijaki pa so bili: Ivan Cankar, Srečko Kosovel, Mile Klopčič, Rihard Jakopič, Maks Fabiani, Milan Vidmar, Vladimir Skrbinšek, France Vreg, Milan Osredkar, Branko Miklavc, Jože Snoj, Mirko Jurak, Niko Toš, Bogdan Borčić, Henrik Neubauer, Marijan Zadnikar, Sašo Svetina, Josip Pangerc in drugi.

## Zgodovina zgradbe
Oktobra 1869 je bilo kupljeno zemljišče, leta 1871 so bili izdelani načrti in gradnja na Vegovi ulici se je pričela še istega leta. Načrte je izdelal dunajski arhitekt Aleksander Bellon, Investitor je bila Kranjska hranilnica. Pouk se je v novi zgradbi pričel 4. oktobra 1874. Zgradba je trinadstropna in oblikovana v neoromanskem slogu.
Dve leti po ljubljanskem potresu je v kleti stavbe začela delovati prva potresna opazovalnica v Avstro-Ogrski monarhiji, ki jo je postavil Albin Belar, namestili pa so tudi meteorološko postajo. Ob koncu 20. stoletja je bila obnovljena zunanjost zgradbe.
Ob vhodu v zgradbo stojita kipa Trgovine in Industrije, kiparja Franza Mitterlechnerja iz Dunaja, v atiki je grb, ki ga podpira lik Učenosti.
- kip Trgovine
- kip Industrije